# Поднятая целина (опера)
«По́днятая целина́» — опера И. И. Дзержинского по одноименному роману М. А. Шолохова.

## История
После успешной постановки спектакля «Тихий Дон» И. И. Дзержинский получил задание ленинградского Малого оперного театра написать оперу «Поднятая целина» по первой части романа М. А. Шолохова. Для ознакомления познакомиться с песнями донских казаков композитор побывал на Дону в станице Вёшенской и в казачьих колхозах в районе Миллерова. Это путешествие композитор предпринял по совету Шолохова, встреча с которым произошла на спектаклях «Тихого Дона». Опера была завершена в 1937 году.
Либретто было написано братом композитора, музыкальным драматургом Л. И. Дзержинским по одноименному роману М. А. Шолохова. Отличие либретто от первоисточника состоит в том, что первая часть романа завершается появлением бежавшего из ссылки кулацкого сына Тимофея, а в либретто сюжет развивается. Колхозники во главе с Давыдовым и Нагульновым ловят Тимофея, разоблачают организатора заговора Островнова.
Музыка к опере в исполнении оркестра ГАБТ СССР записана на пластинке Апрелевского завода.

## Описание
Опера Поднятая целина написана в 1937 году композитором, лауреатом Сталинской премии третьей степени (1950) И. И. Дзержинским, либретто Л. И. Дзержинского по опере М. А. Шолохова. Стихи Л. И. Дзержинского и А. Чуркина. Опера в четырёх актах (восьми картинах).
Опера поставлена 23 октября 1937 года в Большом театре. В постановке оперы принимали участие дирижёр Самуил Абрамович Самосуд, режиссёр Мордвинов, художник Вильяме, балетмейстер Захаров; артисты: Нагульнов — Головин, Давыдов — Евлахов, Лушка — Кругликова, дед Щукарь — Стрельцов, Тимофей — Коротков, Островнов — Перегудов, Половцев — Бугайский, Банник — Годовкин.
В 1937 году опера поставлена в Ленинградском Малом оперном театре, ныне Михайловский театр. В постановке принимали участие дирижёр Борис Эммануилович Хайкин, постановка Зона, художник Штоффер, балетместер Чеснаков; артисты: Давыдов — Чернышёв, Нагульнов — Орлов, Лушка — Софронова, дед Щукарь — Балашов, Лукич — Чесноков, Половцев — Бутягин, Тимофей — Малаховский, Фрол — Аббакумов.

## Постановки
Опера поставлена в городах: Киев, Свердловск (1937), Харьков, Днепропетровск (1938), Одесса (1939), Пермь (1964, в новой редакции), Саратов и др.